# Aeródromo El Mirador
El Aeródromo El Mirador (OACI: SCPV) es un terminal aéreo ubicado en la ciudad de Puerto Varas, Provincia de Llanquihue, Región de Los Lagos, Chile. Este aeródromo es de carácter público.